# (11855) Preller
(11855) Preller est un astéroïde de la ceinture principale.

## Description
(11855) Preller est un astéroïde de la ceinture principale. Il fut découvert le 8 septembre 1988 à Tautenburg par Freimut Börngen. Il présente une orbite caractérisée par un demi-grand axe de 2,36 UA, une excentricité de 0,24 et une inclinaison de 2,5° par rapport à l'écliptique.

## Compléments